# Barbara von Gützkow
Barbara von Gützkow († 1326) war eine unverheiratete Gräfin von Gützkow und Äbtissin des Klosters Krummin.

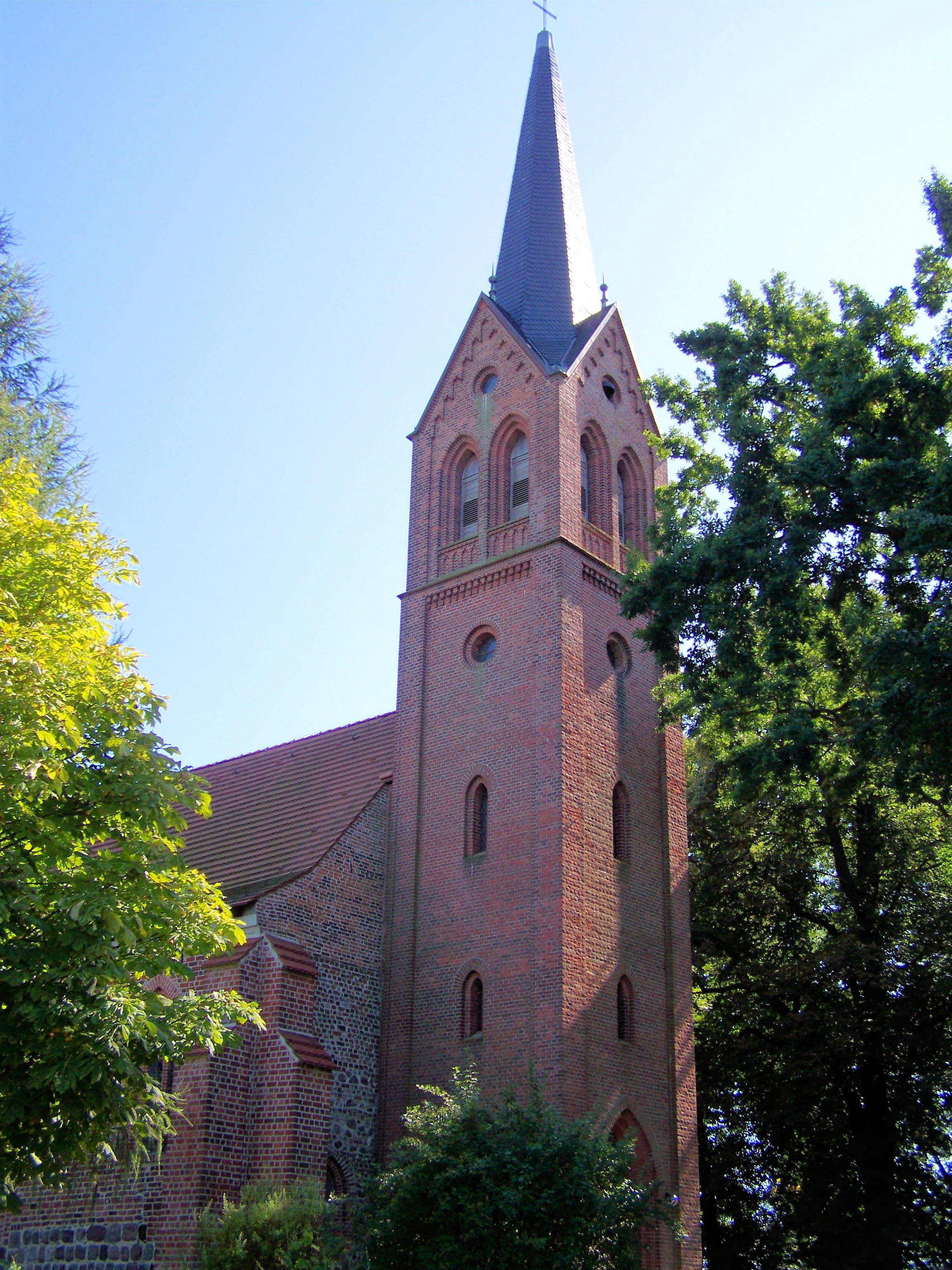
Klosterkirche Krummin

## Leben und Familie
Die Lebensdaten sind nicht bekannt, nur zu vermuten, namentliche urkundliche Erwähnungen sind nicht bekannt.
Da eine Äbtissin kaum jünger als ca. 30 Jahre sein dürfte, wäre eine Geburt um 1270 möglich. Damit kommen Graf Konrad I. oder Graf Jaczo II. als Vater in Frage. Ihre Dienstzeit als Äbtissin endet 1326 – in der Regel endet diese mit dem Tod, also können wir annehmen, dass sie 1326 starb.

## Tätigkeit im Kloster Krummin

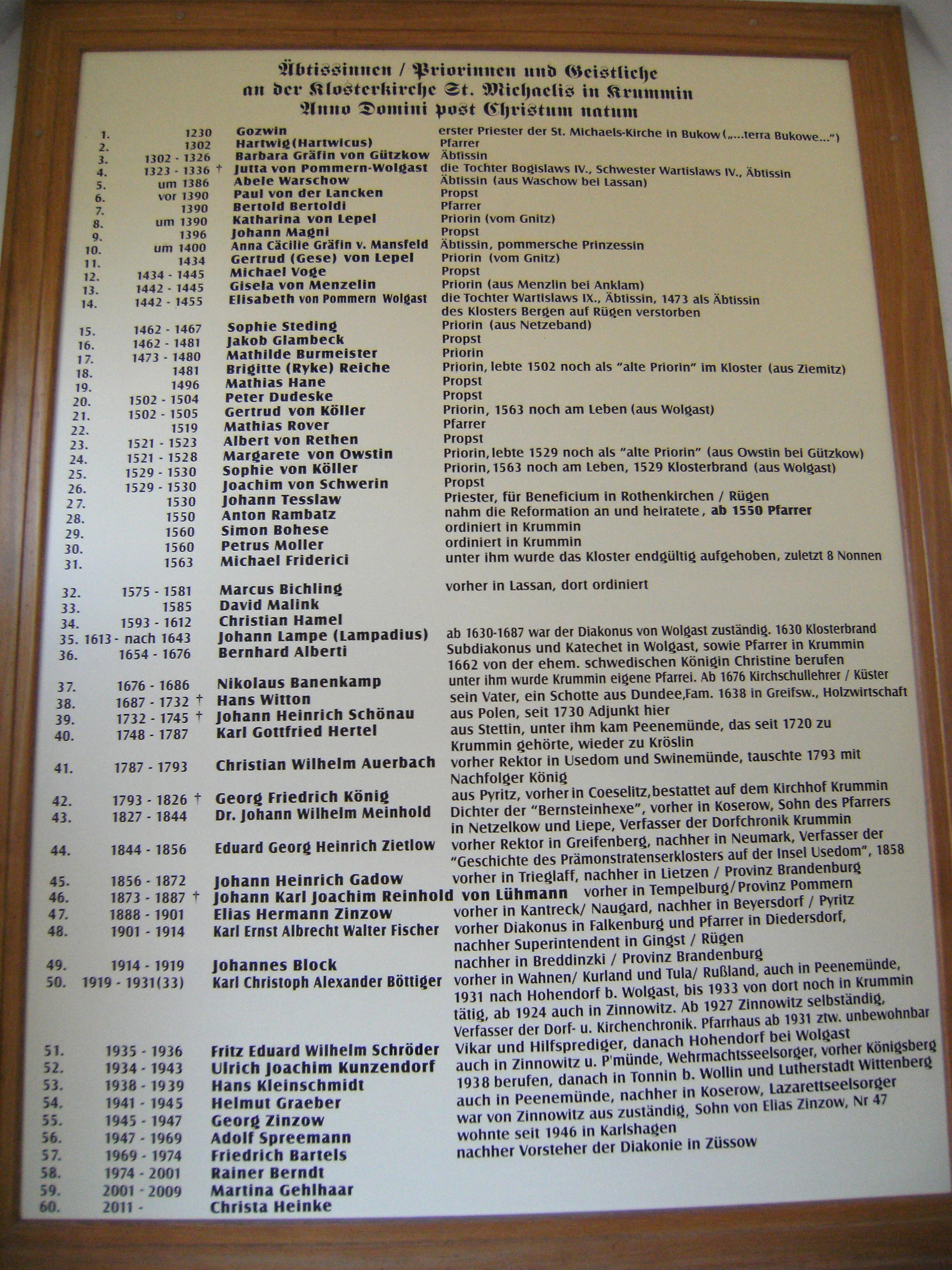
Infotafel Klosterkirche Krummin

Das Kloster wurde in den Jahren 1302 und 1303 als Filiale des Zisterzienserinnenklosters Wollin errichtet. Herzog Bogislaw IV. von Pommern hatte das ihm im Teilungsvertrag von 1295 zugefallene Land Bukow mit dem Gnitz im Mai 1302 seiner damals zehnjährigen Tochter Jutta und den übrigen Nonnen des Wolliner Klosters geschenkt und als Filiale Krummin auf Usedom festgelegt. Jutta, die Herzogstochter trat sehr jung in das neue Krumminer Kloster ein, nachdem sie schon zuvor drei Jahre im Kloster Wollin gelebt hatte.
Erste Äbtissin des Klosters war Gräfin Barbara von Gützkow von 1302 bis 1326.
Die Jahres-Angaben auf der Tafel der Kirchgemeinde sind strittig, da ohne Quellenangabe.
Heute existiert keine Urkunde mehr mit ihrem Namen, aber in den Teilungsurkunden zwischen dem Kloster Wollin und Krummin im Jahre 1302 taucht ein Johannes de Gutzecowe nobilis auf, der auch auf anderer Stelle genannt wird und darauf schließen lässt, dass zwischen den Wolgastern und den Grafen von Gützkow hinsichtlich der Klostergründung eine enge Kooperation bestanden hat. So ist durchaus wahrscheinlich, dass eine Gräfin aus dem Hause Gützkow als erste Äbtissin das Kloster Krummin geleitet hat als Übergang bis zu der damals noch jungen Nonne Jutta als Äbtissin. Bekannt war, dass Krummin als Klosterbesitz im Hinblick auf die gesellschaftliche Stellung der Herzogstochter Jutta, Tochter des Bogislaw IV, dotiert war. Die Amtszeit der im Wolliner Kloster erzogenen und in der dortigen Klosterschule ausgebildeten Äbtissin lag in etwa zwischen den Jahren 1323 bis 1336. Als Nonne des Krumminer Klosters hatte Jutta eine besondere Stellung, die wohl mit ihren weithin bestehenden Repräsentationspflichten als pommersche Prinzessin zusammenhing. So kümmerte sich das Herzoghaus um ihre standesgemäße Ausstattung als Nonne noch bis zum 20. Lebensjahr.
Das Kloster Krummin erreichte in den Verhandlungen von 1303 die Teilung der Besitzungen und dann 1305 die endgültige Trennung vom Mutterkloster Wollin. Krummin wurde selbstständig und erhielt alle Besitzungen westlich der Swine.
Warum die Dienstzeit der Äbtissin Gräfin Barbara von Gützkow laut Tafel von 1302 bis 1326 über die Amtszeit von Äbtissin Jutta, Herzogin von Pommern-Wolgast, 1323 bis 1336 hinausging, lässt sich wohl durch Juttas Einarbeitungszeit erklären.
Krummin hatte durch seine herzoglichen Stiftungen eine reiche Ausstattung, z. B. Krummin, Mölschow, Tzis, Ziemitz und Bannemin – oftmals aber nur die Zehnten daraus. Auch auf dem Festland sind Hebungen bekannt.